# Biogás
Biogás é o nome comum dado a uma mistura de gases que foi produzida pela decomposição biológica da matéria orgânica na ausência de oxigênio. Normalmente consiste em uma mistura gasosa composta principalmente de  gás metano (CH4) e gás carbônico (CO2), com pequenas quantidades de gás sulfídrico (H2S) e umidade.
A produção de biogás ocorre naturalmente em qualquer local submerso em que o oxigênio atmosférico não consiga penetrar, como em pântanos, no fundo de copos d'água, intestino de animais, ou de forma antrópica como em aterros sanitários e usinas de biogás (ver: Biodigestor anaeróbico).
Pode ser classificado como biocombustível por ser uma fonte de energia renovável, sendo uma forma de obter energia que pode auxiliar o ser humano a se emancipar da dependência dos combustíveis fósseis.
A biomassa, principal fonte para o biogás, é considerada um resíduo sólido, sendo encontrada de diversas formas, tais como: restos de alimentos, resíduos de madeira, palha do arroz, bagaço da cana de açúcar, esterco de animais e entre outras formas. De acordo com ORTIZ (2005), biomassa é a matéria orgânica que pode ser utilizada como recurso energético a partir de diferentes processos:biogás por queima, biogás por decomposição e biocombustíveis por extração e transformação.

## Matérias primas para produção de biogás

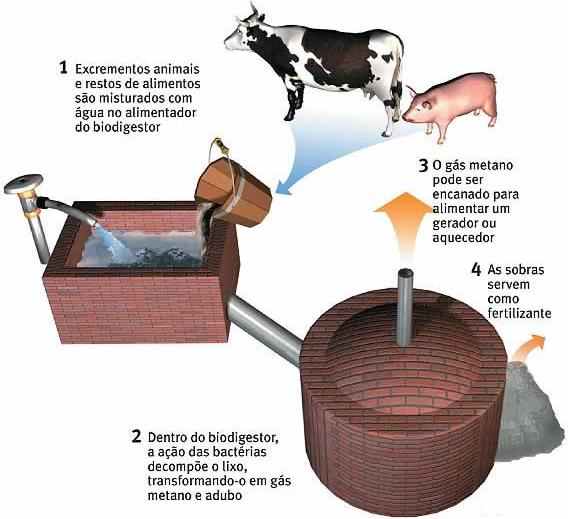
Produção artificial de biogás

As principais matérias são: resíduos florestais e de madeira, resíduos agrícolas, dejetos de animais (esterco) e óleos vegetais. É importante destacar que há biomassa em abundância na Amazônia, tais como as oleaginosas que podem ser extraídas de forma sustentável e com potencial produtivo, o Babaçu, Bacuri, Buriti, bem como o esterco de animais, aves, bovinos e caprinos.
Qualquer matéria orgânica biodegradável pode ser adicionada aos biodigestores anaeróbicos para produção de energia. Por exemplo:
- produção animal: suinocultura, pecuária e avicultura (dejetos e rejeitos);
- Resíduos agrícolas (cascas, folhagens e palhas, restos de cultura);
- Resíduos industriais (bagaços, descartes, efluentes e gorduras, Restos de restaurantes de unidades fabris, efluentes industriais com elevada carga orgânica, entre outros.[1]);
- Resíduos orgânicos municipais advindos da atividade humana  (esgoto, resíduos domésticos orgânicos, resíduos de manutenção de parques e jardins);
- vinhaça;
- amido;
- Glicerina resultante da produção de biodiesel;

## Composição

Molécula de metano: o principal componente do biogás.

O biogás é considerado um combustível gasoso que possui um conteúdo energético muito elevado, um alto poder calorífico, semelhante ao do gás natural. Sendo o metano o principal constituinte do biogás, este não tem cheiro, cor, nem sabor, mas o biogás apresenta um leve odor desagradável devido alguns gases presentes em sua composição. É composto por hidrocarbonetos de cadeia curta e linear.
O biogás é composto de:
- metano (CH4): 30 – 80% do volume de gás produzido;
- dióxido de carbono (CO2): 35 – 45% do volume total;
- traços de hidrogênio (H2), nitrogênio (N2), oxigênio (O2) e gás sulfídrico (H2S), entre outros.[1]

## Condições anaeróbicas
A digestão anaeróbia representa um sistema ecológico delicadamente balanceado, onde cada microrganismo tem uma função essencial. A produção de metano ocorre em diferentes ambientes naturais tais como pântanos, solo, sedimentos de rios, lagos e mares, assim como nos órgãos digestivos de animais ruminantes. As condições ótimas de vida para as bactérias anaeróbicas produzirem o biogás são:

### Inexistência de Ar
O oxigênio (O2) do ar é letal para as bactérias anaeróbicas. Se houver oxigênio no ambiente, as bactérias anaeróbicas paralisam seu metabolismo e deixam de se desenvolver. As  bactérias anaeróbicas produzem o metano. Em uma usina de biogás, o biodigestor (biofermentador) deve estar hermeticamente vedado contra a entrada de ar (oxigênio), caso contrário, a produção de biogás não ocorre porque as bactérias anaeróbicas morrem, o biogás produzido será então rico em CO2 e não em metano. Assim, o biofermentador deve assegurar uma completa anaerobiose do ambiente necessária para o metabolismo das bactérias anaeróbicas.

### Temperatura adequada
A temperatura no interior do biofermentador é um parâmetro importante para a produção de biogás. As bactérias que produzem metano são muito sensíveis a alterações de temperatura. O crescimento microbiano pode ocorrer em três faixas de temperatura: termofílica (45 – 70ºC), mesofílica (20 – 45ºC) e psicrofílica (0 – 20ºC), porém a maioria dos digestores anaeróbios (fermentadores) tem sido projetados na faixa mesofílica, onde o nível ótimo de temperatura, a melhor formação de metano, ocorre entre 30 e 40ºC. Assim, outro papel do biofermentador também é o de assegurar certa estabilidade de temperatura para as bactérias.

### Controle de pH
Mudanças no pH do meio afetam sensivelmente as bactérias envolvidas no processo da digestão anaeróbia. A faixa de operação dos biofermentadores é entre pH 6,0 e 8,0, sendo que as bactérias produtoras de metano tem um crescimento ótimo na faixa de pH entre 6,6 e 7,4. Valores de pH abaixo de 6,0 e acima de 8,3 devem ser evitados, pois podem inibir completamente as bactérias produtoras de metano.

### Nutrientes
A presença de alguns macronutrientes (carbono, nitrogênio, potássio, fósforo e enxofre) e de alguns micronutrientes (sais minerais, vitaminas e aminoácidos) são fundamentais ao desenvolvimento dos microrganismos (bactérias). Para que no interior de um biodigestor ocorra uma boa fermentação, o equilíbrio entre os nutrientes é indispensável. O conhecimento da composição química e do tipo de biomassa utilizado é muito importante, como por exemplo, os dejetos animais são ricos em nitrogênio; os residuos de culturas vegetais são ricos em carbono; os sais minerais estão presentes nos dejetos animais e resíduos vegetais.
FINALIDADES DO PROCESSO DE GERAÇÃO
A produção de eletricidade gerada por biomassa vem sendo assunto discutido em nível mundial, sendo tema de algumas reuniões com os maiores gestores do mundo. No ano de 2012, no Brasil, aconteceu a RIO+20, quando foram elencados temas relacionados à poluição atmosférica e traçadas alternativas para barrar ou diminuir as emissões dos Gases de Efeito estufa(GEE)-(OLIVEIRA,2011).
Com a preocupação mundial do meio ambiente, hoje, pesquisadores de todo mundo estão dando maior atenção para o gerenciamento e utilização dos processos anaeróbios, bem como ao desenvolvimento e aperfeiçoamento de reatores para o tratamento de resíduos e principalmente a conversão de orgânicos em biogás. Esta nova geração de reatores possui a vantagem de operar com alta carga orgânica diária, alta velocidade no fluxo de entrada e baixo tempo de retenção hidráulica (SANT´ANNA JUNIOR, 2010).
Segundo ZANETTE (2009), a produção do biogás, além de ser uma alternativa energética, ser um combustível de baixo custo por se originar de um subproduto, encaixa-se perfeitamente dentre as disposições apresentadas pelo Banco Mundial de uso sustentável dos recursos naturais renováveis, de combate à poluição e ao desperdício de energia, em conjunto com um melhor gerenciamento dos dejetos como elementos fundamentos para o desenvolvimento sustentável.
A partir do final da segunda metade dos anos de 70, o setor elétrico entrou em uma nova fase em vários países. A elevação dos custos de geração de energia elétrica segundo tecnologias convencionais, por questões tecnológicas, e o processo recessivo nos países industrializados, associados aos sucessivos choques do petróleo, aceleraram as reformas institucionais do setor. Estas reformas, eminentemente de caráter descentralizador, levaram à definição de um maior espaço para cogeração, à produção elétrica em pequenas escalas, ao uso mais intenso de fontes energéticas renováveis e à produção independente das concessionárias(WILLIANS & LARSON, 1993).

## Utilização
O biogás pode ser usado como gás combustível em substituição ao gás natural ou gás liquefeito de petróleo (GLP), ambos extraídos de fontes de recursos não-renováveis. O biogás pode ser utilizado na geração de energia elétrica, através de geradores; como energia térmica na produção rural, por exemplo, no aquecimento de instalações para animais muito sensíveis ao frio ou no aquecimento de estufas de produção vegetal.

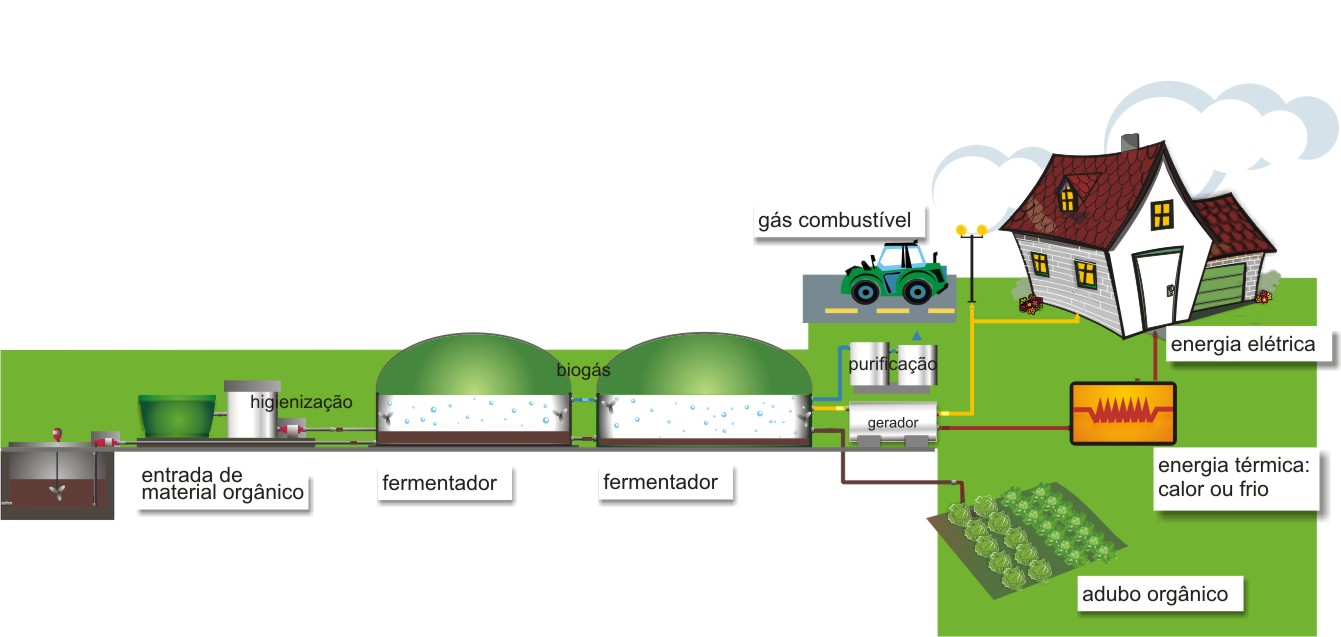
O biogás pode ser usado para gerar energia elétrica.

Após a obtenção do biogás o resíduo sólido dos biofermentadores pode ser utilizado como adubo orgânico e o efluente líquido pode ser aplicado nas lavouras, como biofertilizante, sem problemas de contaminação dos lençóis freáticos, pois, além de água contém nutrientes como nitrogênio, fósforo e potássio.
Todas essas utilidades, juntamente com a eliminação dos resíduos da propriedade rural, estimulam o produtor rural, possibilitando uma nova fonte de rendimento e/ou solucionando os problemas de disponibilidade de combustível no meio rural.
O biogás produzido em aterros sanitários, extraído da decomposição dos resíduos orgânicos, é também uma forma de energia renovável. Para a extração são implantados sistemas de canalização, no início do processo de aproveitamento da área de aterro. Quando as células são encerradas, o gás produzido pode ser encaminhado para termoelétricas e utilizado como biocombustível.

## Equivalência energética

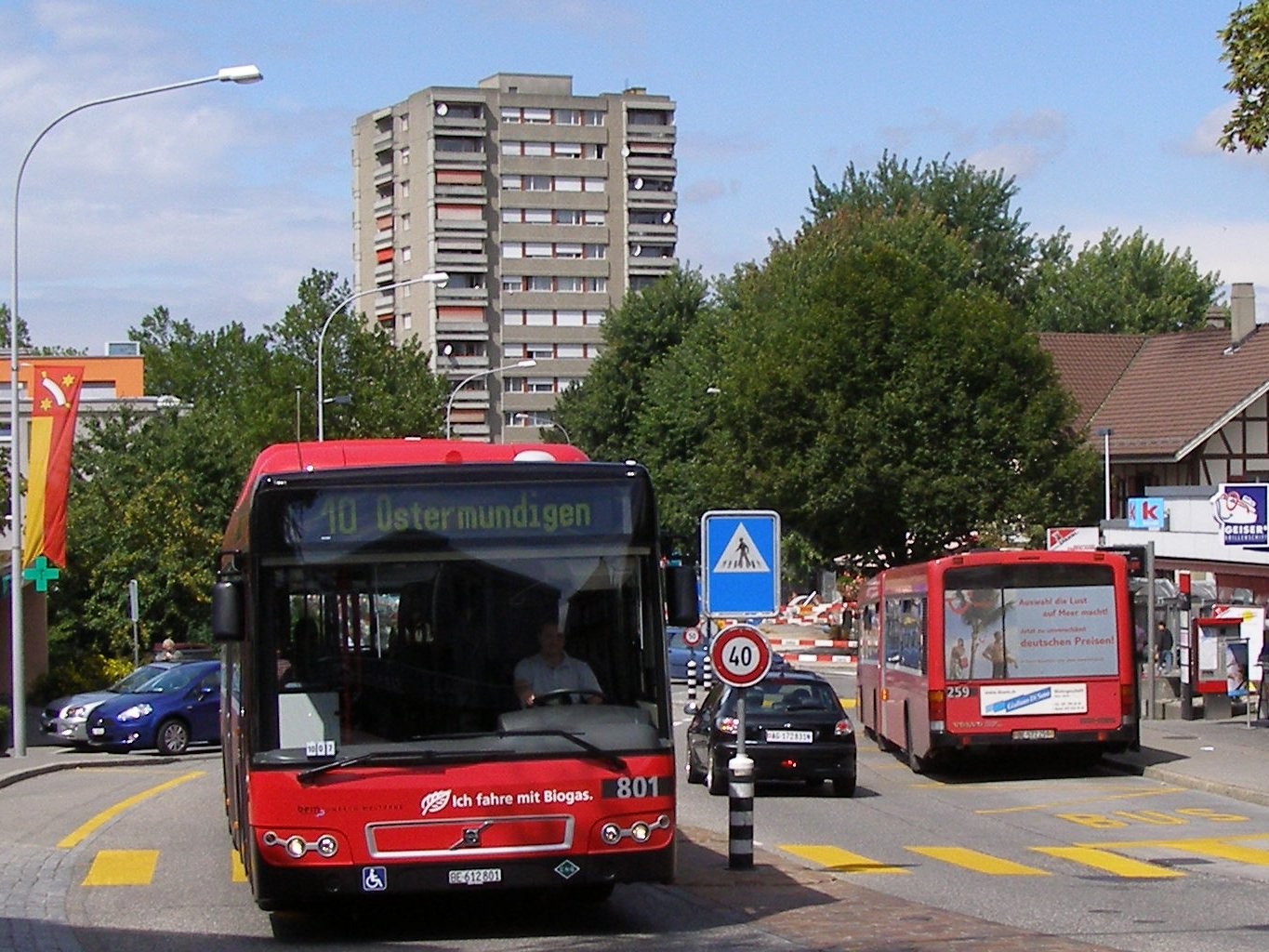
Ônibus movido a biogás na cidade de Berna (Suíça).

Um metro cúbico (1 m³) de biogás equivale energeticamente a:
- 1,5 m³ de GLP (gás de cozinha);
- 0,61 a 0,70 litros (0,00061m³ a 0,00070m³) de gasolina;
- 0,55  litros (0,00055m³) de óleo diesel;
- 0,80 litros (0,00080m³) de álcool;
- 1,25 a 1,43 kWh de eletricidade;
- 1,60 a 3,50 kg de lenha.

O biogás também pode ser purificado para a geração de biometano, que tem se destacado cada vez mais no mercado. Produtoras de automóveis, caminhões e veículos de utilidade pública investem em frotas, que podem ser abastecidos em postos de biogás, por toda Europa.
A purificação pode ser feita com uso de água ou com uso de produtos químicos, a tecnologia varia de acordo com as condições da planta da usina e com a quantidade de biogás disponível. Qualquer que seja a tecnologia aplicada para a purificação o rendimento e a eficiência do processo chega a 99%. O biometano tem o mesmo poder calorifico da gasolina, 1m³ de biometano equivale a 1 litro de gasolina.
BENEFICIOS
Existem argumentos para utilização de outras fontes energéticas, mas no caso da biomassa podemos elencar alguns pontos que favoreçam a sua utilização, tais como:
-é um recurso energético produzido endogenamente e que não deve estar sujeito às drásticas flutuações de preços e incertezas de suprimento;
-é uma fonte energética com baixo potencial de poluição no que se trata às emissões atmosféricas, quando comparada com os insumos fósseis;
-requer a utilização intensa de mão-de-obra, sobretudo nas etapas de produção, tal opção pode possibilitar a geração de empregos, principalmente no meio rural, ajudando a minimizar o êxodo rural, problema que é bastante sério nos países em desenvolvimento.
No caso da utilização da biomassa para a geração de energia, o principal ponto que favorece que ela seja menos poluente está relacionado à sua composição. A biomassa é caracterizada por ser formada por compostos orgânicos, em sua maioria ocorre a produção do gás metano (dependendo da composição da matéria), a emissão de poluentes da biomassa apresenta um balanço praticamente nulo (devido à absorção de carbono pela fotossíntese) que se chama balanço líquido de CO2, em termos das demais emissões, quando comparada aos combustíveis fósseis, também apresenta vantagens, pois as emissões de SOx são desprezíveis (TOLMASQUIM,2003).